# Mike Leake
Pour les articles homonymes, voir Leake.
Michael Raymond Leake (né le 12 novembre 1987 à San Diego, Californie, États-Unis) est un lanceur droitier des Diamondbacks de l'Arizona de la Ligue majeure de baseball.

## Carrière

### Reds de Cincinnati

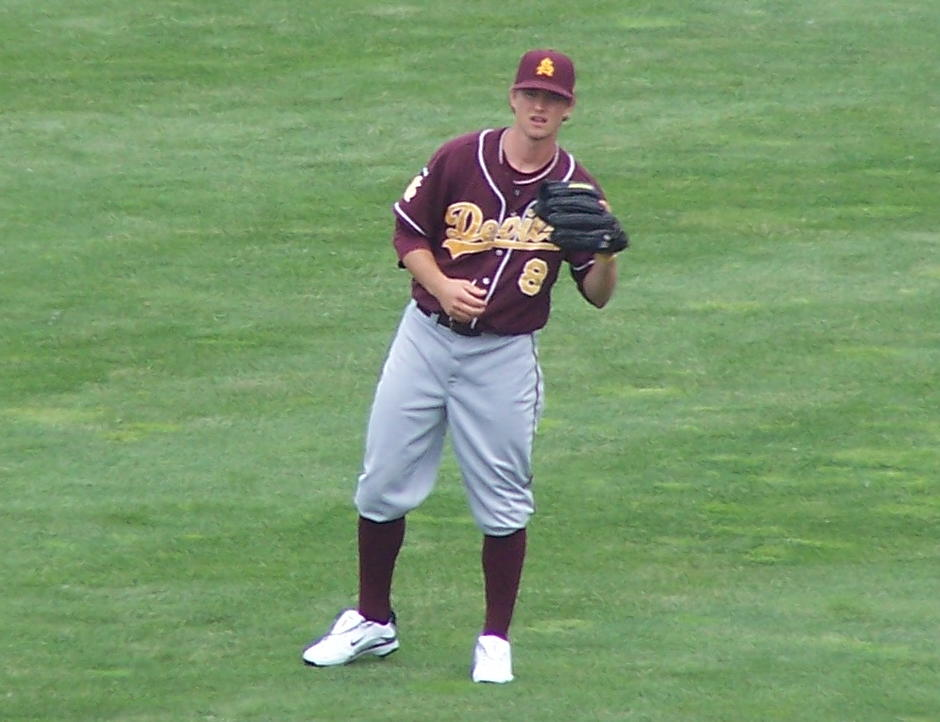
Mike Leake avec les Sun Devils d'Arizona State durant les College World Series de 2009.

Alors qu'il joue au baseball pour Arizona State, Mike Leake devient le premier choix des Reds de Cincinnati en 2009. Il signe un contrat avec les Reds, qui lui octroient un bonus à la signature de 2,27 millions de dollars.
Au camp d'entraînement de l'équipe en 2010, Leake gagne le poste de cinquième partant des Reds. Le droitier fait ses débuts dans les majeures le 11 avril 2010 contre les Cubs de Chicago. Il lance six manches et deux tiers, n'accordant qu'un point sur quatre coups sûrs, et quitte la partie alors que les Reds accusent un retard de 0-1. Cincinnati l'emporte mais Leake n'est pas impliqué dans la décision. Leake ne dispute aucun match dans les Ligues mineures avant de débuter avec les Reds. Il est le 21e premier choix de repêchage de l'histoire, et le 13e lanceur, à passer directement du collège aux Ligues majeures sans jouer dans les mineures. Il est le premier à suivre ce parcours depuis Xavier Nady dix ans plus tôt et le premier lanceur depuis Ariel Prieto en 1995. Leake remporte sa première victoire en carrière le 22 avril sur les Dodgers de Los Angeles et termine sa saison recrue avec 8 victoires, 4 défaites et une moyenne de points mérités de 4,23 en 24 parties jouées, dont 22 comme lanceur partant. 
En 2011, Leake joue 29 matchs dont 26 comme partant pour Cincinnati. Il remporte 12 victoires contre 9 défaites et maintient une moyenne de points mérités de 3,86 en 167 manches et deux tiers lancées.
En 6 saisons à Cincinnati, de 2010 à 2015, Mike Leake remporte 62 victoires contre 47 défaites et maintient une moyenne de points mérités de 3,87 en 168 matchs, dont 163 comme lanceur partant, et un total de 1 028 manches et un tiers lancées. 
Il connaît l'une de ses meilleures années en 2013 avec 14 victoires, 7 défaites et une moyenne de points mérités de 3,37 en 31 départs et 192 manches et un tiers lancées.
En 2014, il lance un sommet personnel de 214 manches et un tiers en 33 départs et, autre record pour lui, enregistre 164 retraits sur des prises. Il gagne 11 matchs contre 13 défaites cette année-là, et sa moyenne de points mérités légèrement à la hausse atteint 3,70.

### Giants de San Francisco
Le 30 juillet 2015, les Reds échangent Mike Leake aux Giants de San Francisco contre le joueur de champ intérieur Adam Duvall et le lanceur droitier des ligues mineures Keury Mella.

### Cardinals de Saint-Louis
Le 22 décembre 2015, Leake signe avec les Cardinals de Saint-Louis un contrat de 80 millions de dollars pour 5 saisons.

### Mariners de Seattle
Le 30 août 2017, les Cardinals échangent Mike Leake aux Mariners de Seattle contre l'arrêt-court des ligues mineures Rayder Ascanio.

## Vie personnelle
Selon les données officielles des Reds de Cincinnati en 2010, Mike Leake mesure 185 cm et 86 kg, mais il avoue lui-même qu'il fait 178 cm et 79 kg. Ces chiffres erronés sont éventuellement corrigées.

## Statistiques
| Saison | Équipe        | G   | GS  | CG | SHO | V   | D  | SV | IP     | SO   | ERA  |
| ------ | ------------- | --- | --- | -- | --- | --- | -- | -- | ------ | ---- | ---- |
| 2010   | Cincinnati    | 24  | 22  | 0  | 0   | 8   | 4  | 0  | 138.1  | 91   | 4.23 |
| 2011   | Cincinnati    | 29  | 26  | 0  | 0   | 12  | 9  | 0  | 167.2  | 118  | 3.86 |
| 2012   | Cincinnati    | 30  | 30  | 2  | 0   | 8   | 9  | 0  | 179.0  | 116  | 4.58 |
| 2013   | Cincinnati    | 31  | 31  | 0  | 0   | 14  | 7  | 0  | 192.1  | 122  | 3.37 |
| 2014   | Cincinnati    | 33  | 33  | 0  | 0   | 11  | 13 | 0  | 214.1  | 164  | 3.70 |
| 2015   | Cincinnati    | 21  | 21  | 0  | 0   | 9   | 5  | 0  | 136.2  | 90   | 3.56 |
| 2015   | San Francisco | 9   | 9   | 0  | 1   | 2   | 5  | 0  | 55.1   | 29   | 4.07 |
| 2016   | Saint-Louis   | 30  | 30  | 0  | 0   | 9   | 12 | 0  | 176.2  | 125  | 4.69 |
| 2017   | Saint-Louis   | 26  | 26  | 0  | 0   | 7   | 12 | 0  | 154.0  | 103  | 4.21 |
| 2017   | Seattle       | 5   | 5   | 0  | 0   | 3   | 1  | 0  | 32.0   | 27   | 2.53 |
| 2018   | Seattle       | 31  | 31  | 0  | 0   | 10  | 10 | 0  | 185.2  | 119  | 4.36 |
| 2019   | Seattle       | 22  | 22  | 0  | 1   | 9   | 8  | 0  | 137.0  | 100  | 4.27 |
| 2019   | Arizona       | 10  | 10  | 0  | 0   | 3   | 3  | 0  | 60.0   | 27   | 4.35 |
| Totaux | Totaux        | 301 | 296 | 2  | 2   | 105 | 98 | 0  | 1829.0 | 1231 | 4.05 |

Note : G = Matches joués ; GS = Matches comme lanceur partant ; CG = Matches complets ; SHO = Blanchissages ; 
V = Victoires ; D = Défaites ; SV = Sauvetages ; IP = Manches lancées ; SO = Retraits sur des prises ; ERA = Moyenne de points mérités.